# Eric Koston
Eric Koston (Bangkok, 29 aprile 1975) è uno skater professionista statunitense.

## Biografia
Nato nel 1975 in Thailandia, è residente a San Bernardino. Il suo soprannome è Frosty. Oltre ad essere uno skater professionista da lunga data, è comproprietario della Four Star abbigliamento insieme a Guy Mariano. Insieme a Steve Berra, è poi comproprietario del sito web/skatepark ed evento The Berrics.
Koston ha partecipato alle principali competizioni di skateboard dove ha vinto agli X Games estivi più di una volta, ha vinto l'evento Drew Tour, il Tampa Pro e il Van's Downtown Showdown. Nella sua carriera, Eric "Frosty" Koston è apparso anche nello show televisivo di Jackass, Jackass 3D e nello show televisivo dello skater Rob Dyrdek Fantasy Factory.

## Apparenze nei videogiochi
- 1999 - Tony Hawk's Pro Skater
- 2000 - Tony Hawk's Pro Skater 2
- 2001 - Tony Hawk's Pro Skater 3
- 2002 - Tony Hawk's Pro Skater 4
- 2003 - Tony Hawk's Underground
- 2004 - Tony Hawk's Underground 2
- 2007 - Skate 2
- 2010 - Skate 3
- 2012 - Tony Hawk's Pro Skater HD

## Apparenze nei Film-Show Televisivi
- 2002 - Jackass: The Movie
- 2008 - Maloof Money Cup
- 2009, 2010 - Rob Dyrdek's Fantasy Factory
- 2010 - Jackass 3D
- 2013 - The Motivation

## Curiosità
- Koston è considerato dal compagno di squadra Girl Brandon Biebel come il Michael Jordan dello skateboard.
- Per Paul Rodriguez Jr, Koston è una fonte d'ispirazione.

- Fra i numeri più noti di Koston, c'è senza dubbio la The Fandangle e molte variazioni di flip.